# Fungia repanda
Fungia repanda är en korallart som beskrevs av James Dwight Dana 1846. Fungia repanda ingår i släktet Fungia och familjen Fungiidae. IUCN kategoriserar arten globalt som livskraftig. Inga underarter finns listade i Catalogue of Life.